# Момент инерции
Моме́нт ине́рции — тензорная физическая величина, мера инертности во вращательном движении вокруг оси, подобно тому, как масса тела является мерой его инертности в поступательном движении. Характеризуется распределением масс в теле. Момент инерции равен сумме произведений элементарных масс на квадрат их расстояний до базового множества, которое, формально, может представлять собой не обязательно ось вращения (т.е. прямую), но и точку или плоскость. В последних случаях говорят о моменте инерции относительно точки или плоскости, а возникать такие величины могут в формальных вычислениях, например, при расчете тензора инерции.
Единица измерения в Международной системе единиц (СИ): кг·м².
Обозначение: I или J.
Различают несколько моментов инерции — в зависимости от типа базового множества до которого отсчитываются расстояния от элементарных масс.

## Осевой момент инерции

Осевые моменты инерции некоторых тел

Моментом инерции механической системы относительно неподвижной оси («осевой момент инерции») называется величина Ja, равная сумме произведений масс всех n материальных точек системы на квадраты их расстояний до оси:
{\displaystyle J_{a}=\sum _{i=1}^{n}m_{i}r_{i}^{2},}
где:
- mi — масса i-й точки,
- ri — расстояние от i-й точки до оси.

Осевой момент инерции тела Ja является мерой инертности тела во вращательном движении вокруг оси подобно тому, как масса тела является мерой его инертности в поступательном движении.
{\displaystyle J_{a}=\int \limits _{(m)}r^{2}dm=\int \limits _{(V)}\rho r^{2}dV,}
где:
dm = ρ dV — масса малого элемента объёма тела dV,
ρ — плотность,
r — расстояние от элемента dV до оси a.
Если тело однородно, то есть его плотность всюду одинакова, то
{\displaystyle J_{a}=\rho \int \limits _{(V)}r^{2}dV.}

### Теорема Гюйгенса — Штейнера
Момент инерции твёрдого тела относительно какой-либо оси зависит от массы, формы и размеров тела, а также и от положения тела по отношению к этой оси. Согласно теореме Гюйгенса — Штейнера, момент инерции тела J относительно произвольной оси равен сумме момента инерции этого тела Jc относительно оси, проходящей через центр масс тела параллельно рассматриваемой оси, и произведения массы тела m на квадрат расстояния d между осями:
{\displaystyle J=J_{c}+md^{2},}
где m — полная масса тела.
Например, момент инерции стержня относительно оси, проходящей через его конец, равен:
{\displaystyle J=J_{c}+md^{2}={\frac {1}{12}}ml^{2}+m\left({\frac {l}{2}}\right)^{2}={\frac {1}{3}}ml^{2}.}

### Осевые моменты инерции некоторых тел
| Тело | Описание                                                                                      | Положение оси a                                                                        | Момент инерции Ja                                                    |
| ---- | --------------------------------------------------------------------------------------------- | -------------------------------------------------------------------------------------- | -------------------------------------------------------------------- |
|      | Материальная точка массы m                                                                    | На расстоянии r от точки, неподвижная                                                  | {\displaystyle mr^{2}}                                               |
|      | Полый тонкостенный цилиндр или кольцо радиуса r и массы m                                     | Ось цилиндра                                                                           | {\displaystyle mr^{2}}                                               |
|      | Сплошной цилиндр или диск радиуса r и массы m                                                 | Ось цилиндра                                                                           | {\displaystyle {\frac {1}{2}}mr^{2}}                                 |
|      | Полый толстостенный цилиндр массы m с внешним радиусом r2 и внутренним радиусом r1            | Ось цилиндра                                                                           | {\displaystyle m{\frac {r_{2}^{2}+r_{1}^{2}}{2}}}                    |
|      | Сплошной цилиндр длины l, радиуса r и массы m                                                 | Ось перпендикулярна образующей цилиндра и проходит через его центр масс                | {\displaystyle {1 \over 4}m\cdot r^{2}+{1 \over 12}m\cdot l^{2}}     |
|      | Полый тонкостенный цилиндр (кольцо) длины l, радиуса r и массы m                              | Ось перпендикулярна к цилиндру и проходит через его центр масс                         | {\displaystyle {1 \over 2}m\cdot r^{2}+{1 \over 12}m\cdot l^{2}}     |
|      | Прямой тонкий стержень длины l и массы m                                                      | Ось перпендикулярна к стержню и проходит через его центр масс                          | {\displaystyle {\frac {1}{12}}ml^{2}}                                |
|      | Прямой тонкий стержень длины l и массы m                                                      | Ось перпендикулярна к стержню и проходит через его конец                               | {\displaystyle {\frac {1}{3}}ml^{2}}                                 |
|      | Тонкостенная сфера радиуса r и массы m                                                        | Ось проходит через центр сферы                                                         | {\displaystyle {\frac {2}{3}}mr^{2}}                                 |
|      | Шар радиуса r и массы m                                                                       | Ось проходит через центр шара                                                          | {\displaystyle {\frac {2}{5}}mr^{2}}                                 |
|      | Конус радиуса r и массы m                                                                     | Ось конуса                                                                             | {\displaystyle {\frac {3}{10}}mr^{2}}                                |
|      | Равнобедренный треугольник с высотой h, основанием a и массой m                               | Ось перпендикулярна плоскости треугольника и проходит через вершину (при высоте)       | {\displaystyle {\frac {1}{24}}m(a^{2}+12h^{2})}                      |
|      | Правильный треугольник (сплошной) со стороной a и массой m                                    | Ось перпендикулярна плоскости треугольника и проходит через центр масс                 | {\displaystyle {\frac {1}{12}}ma^{2}}                                |
|      | Квадрат (сплошной) со стороной a и массой m                                                   | Ось перпендикулярна плоскости квадрата и проходит через центр масс                     | {\displaystyle {\frac {1}{6}}ma^{2}}                                 |
|      | Прямоугольник (сплошной) со сторонами a и b и массой m                                        | Ось перпендикулярна плоскости прямоугольника и проходит через центр масс               | {\displaystyle {\frac {1}{12}}m(a^{2}+b^{2})}                        |
|      | Правильный n-угольник (сплошной) с радиусом описанной окружности r и массой m                 | Ось перпендикулярна плоскости и проходит через центр масс                              | {\displaystyle {\frac {mr^{2}}{6}}\left[1+2\cos ^{2}(\pi /n)\right]} |
|      | Тор (полый) с радиусом направляющей окружности R, радиусом образующей окружности r и массой m | Ось перпендикулярна плоскости направляющей окружности тора и проходит через центр масс | {\displaystyle I=m\left({\frac {3}{4}}\,r^{2}+R^{2}\right)}          |

### Вывод формул
Тонкостенный цилиндр (кольцо, обруч)
Момент инерции тела равен сумме моментов инерции составляющих его частей. Разобьём тонкостенный цилиндр на элементы с массой dm и моментами инерции dJi. Тогда
{\displaystyle J=\sum dJ_{i}=\sum R_{i}^{2}dm.\qquad (1).}
Поскольку все элементы тонкостенного цилиндра находятся на одинаковом расстоянии от оси вращения, формула (1) преобразуется к виду
{\displaystyle J=\sum R^{2}dm=R^{2}\sum dm=mR^{2}.}
Толстостенный цилиндр (кольцо, обруч)
Пусть имеется однородное кольцо с внешним радиусом R, внутренним радиусом R1, толщиной h и плотностью ρ. Разобьём его на тонкие кольца толщиной dr. Масса и момент инерции тонкого кольца радиуса r составит
{\displaystyle dm=\rho dV=\rho \cdot 2\pi rhdr;\qquad dJ=r^{2}dm=2\pi \rho hr^{3}dr.}
Момент инерции толстого кольца найдём как интеграл
{\displaystyle J=\int _{R_{1}}^{R}dJ=2\pi \rho h\int _{R_{1}}^{R}r^{3}dr=}
{\displaystyle =2\pi \rho h\left.{\frac {r^{4}}{4}}\right|_{R_{1}}^{R}={\frac {1}{2}}\pi \rho h\left(R^{4}-R_{1}^{4}\right)={\frac {1}{2}}\pi \rho h\left(R^{2}-R_{1}^{2}\right)\left(R^{2}+R_{1}^{2}\right).}
Поскольку объём и масса кольца равны
{\displaystyle V=\pi \left(R^{2}-R_{1}^{2}\right)h;\qquad m=\rho V=\pi \rho \left(R^{2}-R_{1}^{2}\right)h,}
получаем окончательную формулу для момента инерции кольца
{\displaystyle J={\frac {1}{2}}m\left(R^{2}+R_{1}^{2}\right).}
Однородный диск (сплошной цилиндр)
Рассматривая цилиндр (диск) как кольцо с нулевым внутренним радиусом (R1 = 0), получим формулу для момента инерции цилиндра (диска):
{\displaystyle J={\frac {1}{2}}mR^{2}.}
Сплошной конус
Разобьём конус на тонкие диски толщиной dh, перпендикулярные оси конуса. Радиус такого диска равен
{\displaystyle r={\frac {Rh}{H}},}
где R – радиус основания конуса, H – высота конуса, h – расстояние от вершины конуса до диска.
Масса и момент инерции такого диска составят
{\displaystyle dm=\rho dV=\rho \cdot \pi r^{2}dh;}
{\displaystyle dJ={\frac {1}{2}}r^{2}dm={\frac {1}{2}}\pi \rho r^{4}dh={\frac {1}{2}}\pi \rho \left({\frac {Rh}{H}}\right)^{4}dh;}
Интегрируя, получим
{\displaystyle {\begin{aligned}J=\int _{0}^{H}dJ={\frac {1}{2}}\pi \rho \left({\frac {R}{H}}\right)^{4}\int _{0}^{H}h^{4}dh={\frac {1}{2}}\pi \rho \left({\frac {R}{H}}\right)^{4}\left.{\frac {h^{5}}{5}}\right|_{0}^{H}=={\frac {1}{10}}\pi \rho R^{4}H=\left(\rho \cdot {\frac {1}{3}}\pi R^{2}H\right){\frac {3}{10}}R^{2}={\frac {3}{10}}mR^{2}.\end{aligned}}}
Сплошной однородный шар
Разобьём шар на тонкие диски толщиной dh, перпендикулярные оси вращения. Радиус такого диска, расположенного на высоте h от центра сферы, найдём по формуле
{\displaystyle r={\sqrt {R^{2}-h^{2}}}.}
Масса и момент инерции такого диска составят
{\displaystyle dm=\rho dV=\rho \cdot \pi r^{2}dh;}
{\displaystyle dJ={\frac {1}{2}}r^{2}dm={\frac {1}{2}}\pi \rho r^{4}dh={\frac {1}{2}}\pi \rho \left(R^{2}-h^{2}\right)^{2}dh={\frac {1}{2}}\pi \rho \left(R^{4}-2R^{2}h^{2}+h^{4}\right)dh.}
Момент инерции шара найдём интегрированием:
{\displaystyle {\begin{aligned}J&=\int _{-R}^{R}dJ=2\int _{0}^{R}dJ=\pi \rho \int _{0}^{R}\left(R^{4}-2R^{2}h^{2}+h^{4}\right)dh=\\&=\pi \rho \left.\left(R^{4}h-{\frac {2}{3}}R^{2}h^{3}+{\frac {1}{5}}h^{5}\right)\right|_{0}^{R}=\pi \rho \left(R^{5}-{\frac {2}{3}}R^{5}+{\frac {1}{5}}R^{5}\right)={\frac {8}{15}}\pi \rho R^{5}=\\&=\left({\frac {4}{3}}\pi R^{3}\rho \right)\cdot {\frac {2}{5}}R^{2}={\frac {2}{5}}mR^{2}.\end{aligned}}}
Тонкостенная сфера
Для вывода воспользуемся формулой момента инерции однородного шара радиуса R:
{\displaystyle J_{0}={\frac {2}{5}}MR^{2}={\frac {8}{15}}\pi \rho R^{5}.}
Вычислим, насколько изменится момент инерции шара, если при неизменной плотности ρ его радиус увеличится на бесконечно малую величину dR.
{\displaystyle {\begin{aligned}J&={\frac {dJ_{0}}{dR}}dR={\frac {d}{dR}}\left({\frac {8}{15}}\pi \rho R^{5}\right)dR=\\&={\frac {8}{3}}\pi \rho R^{4}dR=\left(\rho \cdot 4\pi R^{2}dR\right){\frac {2}{3}}R^{2}={\frac {2}{3}}mR^{2}.\end{aligned}}}
Тонкий стержень (ось проходит через центр)
Разобьём стержень на малые фрагменты длиной dr. Масса и момент инерции такого фрагмента равна
{\displaystyle dm={\frac {mdr}{l}};\qquad dJ=r^{2}dm={\frac {mr^{2}dr}{l}}.}
Интегрируя, получим
{\displaystyle J=\int _{-l/2}^{l/2}dJ=2\int _{0}^{l/2}dJ={\frac {2m}{l}}\int _{0}^{l/2}r^{2}dr={\frac {2m}{l}}\left.{\frac {r^{3}}{3}}\right|_{0}^{l/2}={\frac {2m}{l}}{\frac {l^{3}}{24}}={\frac {1}{12}}ml^{2}.}
Тонкий стержень (ось проходит через конец)
При перемещении оси вращения из середины стержня на его конец, центр тяжести стержня перемещается относительно оси на расстояние l⁄2. По теореме Штейнера новый момент инерции будет равен
{\displaystyle J=J_{0}+mr^{2}=J_{0}+m\left({\frac {l}{2}}\right)^{2}={\frac {1}{12}}ml^{2}+{\frac {1}{4}}ml^{2}={\frac {1}{3}}ml^{2}.}

### Безразмерные моменты инерции планет и спутников
Большое значение для исследований внутренней структуры планет и их спутников имеют их безразмерные моменты инерции. Безразмерный момент инерции тела радиуса r и массы m равен отношению его момента инерции относительно оси вращения к моменту инерции материальной точки той же массы относительно неподвижной оси вращения, расположенной на расстоянии r (равному mr2). Эта величина отражает распределение массы по глубине. Одним из методов её измерения у планет и спутников является определение доплеровского смещения радиосигнала, передаваемого АМС, пролетающей около данной планеты или спутника. Для тонкостенной сферы безразмерный момент инерции равен 2/3 (~0,67), для однородного шара — 0,4, и вообще тем меньше, чем большая масса тела сосредоточена у его центра. Например, у Луны безразмерный момент инерции близок к 0,4 (равен 0,391), поэтому предполагают, что она относительно однородна, её плотность с глубиной меняется мало. Безразмерный момент инерции Земли меньше, чем у однородного шара (равен 0,335), что является аргументом в пользу существования у неё плотного ядра.

## Центробежный момент инерции
Центробежными моментами инерции тела по отношению к осям прямоугольной декартовой системы координат называются следующие величины:
{\displaystyle J_{xy}=\int \limits _{(m)}xydm=\int \limits _{(V)}xy\rho dV,}
{\displaystyle J_{xz}=\int \limits _{(m)}xzdm=\int \limits _{(V)}xz\rho dV,}
{\displaystyle J_{yz}=\int \limits _{(m)}yzdm=\int \limits _{(V)}yz\rho dV,}
где x, y и z — координаты малого элемента тела объёмом dV, плотностью ρ и массой dm.
Ось OX называется главной осью инерции тела, если центробежные моменты инерции Jxy и Jxz одновременно равны нулю. Через каждую точку тела можно провести три главные оси инерции. Эти оси взаимно перпендикулярны друг другу. Моменты инерции тела относительно трёх главных осей инерции, проведённых в произвольной точке O тела, называются главными моментами инерции данного тела.
Главные оси инерции, проходящие через центр масс тела, называются главными центральными осями инерции тела, а моменты инерции относительно этих осей — его главными центральными моментами инерции. Ось симметрии однородного тела всегда является одной из его главных центральных осей инерции.

## Геометрические моменты инерции
Геометрический момент инерции объёма относительно оси — геометрическая характеристика тела, выражаемая формулой:
{\displaystyle J_{Va}=\int \limits _{(V)}r^{2}dV,}
где, как и ранее r — расстояние от элемента dV до оси a.
Размерность JVa — длина в пятой степени ({\displaystyle \mathrm {dim} J_{Va}=\mathrm {L^{5}} }), соответственно единица измерения СИ — м5.
Геометрический момент инерции площади относительно оси — геометрическая характеристика тела, выражаемая формулой:
{\displaystyle J_{Sa}=\int \limits _{(S)}r^{2}dS,}
где интегрирование выполняется по поверхности  S, а dS — элемент этой поверхности.
Размерность JSa — длина в четвёртой степени ({\displaystyle \mathrm {dim} J_{Sa}=\mathrm {L^{4}} }), соответственно единица измерения СИ — м4. В строительных расчетах, литературе и сортаментах металлопроката часто указывается в см4.
Через геометрический момент инерции площади выражается момент сопротивления сечения:
{\displaystyle W={\frac {J_{Sa}}{r_{max}}}.}
Здесь rmax — максимальное расстояние от поверхности до оси.
| Геометрические моменты инерции площади некоторых фигур | Геометрические моменты инерции площади некоторых фигур |
| --- | --- |
| Прямоугольника высотой {\displaystyle h} и шириной {\displaystyle b}: | {\displaystyle J_{y}={\frac {bh^{3}}{12}}} {\displaystyle J_{z}={\frac {hb^{3}}{12}}} |
| Прямоугольного коробчатого сечения высотой и шириной по внешним контурам {\displaystyle H} и {\displaystyle B}, а по внутренним {\displaystyle h} и {\displaystyle b} соответственно | {\displaystyle J_{z}={\frac {BH^{3}}{12}}-{\frac {bh^{3}}{12}}={\frac {1}{12}}(BH^{3}-bh^{3})} {\displaystyle J_{y}={\frac {HB^{3}}{12}}-{\frac {hb^{3}}{12}}={\frac {1}{12}}(HB^{3}-hb^{3})} |
| Круга диаметром {\displaystyle d} | {\displaystyle J_{y}=J_{z}={\frac {\pi d^{4}}{64}}} |

## Момент инерции относительно плоскости
Моментом инерции твёрдого тела относительно некоторой плоскости называют скалярную величину, равную сумме произведений массы каждой точки тела на квадрат расстояния от этой точки до рассматриваемой плоскости.
Если через произвольную точку {\displaystyle O} провести координатные оси {\displaystyle x,y,z}, то моменты инерции относительно координатных плоскостей {\displaystyle xOy}, {\displaystyle yOz} и {\displaystyle zOx} будут выражаться формулами:
{\displaystyle J_{xOy}=\sum _{i=1}^{n}m_{i}z_{i}^{2}\ ,}
{\displaystyle J_{yOz}=\sum _{i=1}^{n}m_{i}x_{i}^{2}\ ,}
{\displaystyle J_{zOx}=\sum _{i=1}^{n}m_{i}y_{i}^{2}\ .}
В случае сплошного тела суммирование заменяется интегрированием.

## Центральный момент инерции
Центральный момент инерции (момент инерции относительно точки O, момент инерции относительно полюса, полярный момент инерции) {\displaystyle J_{O}}  — это величина, определяемая выражением:
{\displaystyle J_{a}=\int \limits _{(m)}r^{2}dm=\int \limits _{(V)}\rho r^{2}dV,}
где:
- {\displaystyle dm=\rho dV} — масса малого элемента объёма тела {\displaystyle dV},
- {\displaystyle \rho } — плотность,
- {\displaystyle r} — расстояние от элемента {\displaystyle dV} до точки O.

Центральный момент инерции можно выразить через главные осевые моменты инерции, а также через моменты инерции относительно плоскостей:
{\displaystyle J_{O}={\frac {1}{2}}\left(J_{x}+J_{y}+J_{z}\right),}
{\displaystyle J_{O}=J_{xOy}+J_{yOz}+J_{xOz}.}

## Тензор инерции и эллипсоид инерции
Момент инерции тела относительно произвольной оси, проходящей через центр масс и имеющей направление, заданное единичным вектором {\displaystyle {\vec {s}}=\left\Vert s_{x},s_{y},s_{z}\right\Vert ^{T},\left\vert {\vec {s}}\right\vert =1}, можно представить в виде квадратичной (билинейной) формы:
{\displaystyle I_{s}={\vec {s}}^{T}\cdot {\hat {J}}\cdot {\vec {s}},\qquad } (1)
где {\displaystyle {\hat {J}}} — тензор инерции. Матрица тензора инерции симметрична, имеет размеры {\displaystyle 3\times 3} и состоит из компонент центробежных моментов:

{\displaystyle {\hat {J}}=\left\Vert {\begin{array}{ccc}J_{xx}&-J_{xy}&-J_{xz}\\-J_{yx}&J_{yy}&-J_{yz}\\-J_{zx}&-J_{zy}&J_{zz}\end{array}}\right\Vert ,}
{\displaystyle J_{xy}=J_{yx},\quad J_{xz}=J_{zx},\quad J_{zy}=J_{yz},\quad }{\displaystyle J_{xx}=\int \limits _{(m)}(y^{2}+z^{2})dm,\quad J_{yy}=\int \limits _{(m)}(x^{2}+z^{2})dm,\quad J_{zz}=\int \limits _{(m)}(x^{2}+y^{2})dm.}
Выбором соответствующей системы координат матрица тензора инерции может быть приведена к диагональному виду. Для этого нужно решить задачу о собственных значениях для матрицы тензора {\displaystyle {\hat {J}}}:

{\displaystyle {\hat {J}}_{d}={\hat {Q}}^{T}\cdot {\hat {J}}\cdot {\hat {Q}},}
{\displaystyle {\hat {J}}_{d}=\left\Vert {\begin{array}{ccc}J_{X}&0&0\\0&J_{Y}&0\\0&0&J_{Z}\end{array}}\right\Vert ,}
где {\displaystyle {\hat {Q}}} — ортогональная матрица перехода в собственный базис тензора инерции. В собственном базисе координатные оси направлены вдоль главных осей тензора инерции, а также совпадают с главными полуосями эллипсоида тензора инерции. Величины {\displaystyle J_{X},J_{Y},J_{Z}} — главные моменты инерции. Выражение (1) в собственной системе координат имеет вид: 

{\displaystyle I_{s}=J_{X}\cdot s_{x}^{2}+J_{Y}\cdot s_{y}^{2}+J_{Z}\cdot s_{z}^{2},}
откуда получается уравнение эллипсоида в собственных координатах. Разделив обе части уравнения на {\displaystyle I_{s}} 

{\displaystyle \left({s_{x} \over {\sqrt {I_{s}}}}\right)^{2}\cdot J_{X}+\left({s_{y} \over {\sqrt {I_{s}}}}\right)^{2}\cdot J_{Y}+\left({s_{z} \over {\sqrt {I_{s}}}}\right)^{2}\cdot J_{Z}=1}
и произведя замены:
{\displaystyle \xi ={s_{x} \over {\sqrt {I_{s}}}},\eta ={s_{y} \over {\sqrt {I_{s}}}},\zeta ={s_{z} \over {\sqrt {I_{s}}}},}
получаем канонический вид уравнения эллипсоида в координатах {\displaystyle \xi \eta \zeta }:
{\displaystyle \xi ^{2}\cdot J_{X}+\eta ^{2}\cdot J_{Y}+\zeta ^{2}\cdot J_{Z}=1.}
Расстояние от центра эллипсоида до некоторой его точки связано со значением момента инерции тела вдоль прямой, проходящей через центр эллипсоида и эту точку:
{\displaystyle r^{2}=\xi ^{2}+\eta ^{2}+\zeta ^{2}=\left({s_{x} \over {\sqrt {I_{s}}}}\right)^{2}+\left({s_{y} \over {\sqrt {I_{s}}}}\right)^{2}+\left({s_{z} \over {\sqrt {I_{s}}}}\right)^{2}={1 \over I_{s}}.}

## Комментарии
1. ↑   При получении этой формулы путём вычитания момента инерции сплошного цилиндра радиусом r1 из цилиндра радиусом r2 необходимо обратить внимание, что их массы при этом не будут одинаковыми или равны m. При этом должно выполняться условие {\displaystyle m_{2}-m_{1}=m}. Из формулы для массы соответствующего цилиндра можно определить, что в этом случае {\displaystyle m_{1}=m{\frac {r_{1}^{2}}{r_{2}^{2}-r_{1}^{2}}}} и {\displaystyle m_{2}=m{\frac {r_{2}^{2}}{r_{2}^{2}-r_{1}^{2}}}}. В правильности использования знака «+» в этой формуле также можно убедиться, если сравнить моменты инерции полого толстостенного и сплошного цилиндров с одинаковыми массами. Действительно, у первого из этих цилиндров масса в среднем  сосредоточена дальше от оси, чем у второго, поэтому и момент инерции этого цилиндра должен быть больше, чем у сплошного. Именно такое соотношение моментов инерции и обеспечивает знак «+». С другой стороны, в пределе при стремлении r1 к r2 формула для полого толстостенного цилиндра должна приобрести тот же вид, что и формула для полого тонкостенного цилиндра. Очевидно, что такой переход происходит только при использовании формулы со знаком «+».